# Paranemachilus genilepis
Paranemachilus genilepis är en fiskart som beskrevs av Zhu, 1983. Paranemachilus genilepis ingår i släktet Paranemachilus och familjen grönlingsfiskar. IUCN kategoriserar arten globalt som otillräckligt studerad. Inga underarter finns listade i Catalogue of Life.